# Liberalismo verde
Il liberalismo verde (detto anche ecologismo liberale, ambientalismo liberale o liberal-ambientalismo) è un termine usato per riferirsi ai liberali che includono nella loro ideologia le politiche verdi.
Il termine è stato coniato dal filosofo politico Marcel Wissenburg nel libro Liberalismo verde: La società libera e verde del 1998. Egli sostiene che il liberalismo dovrebbe respingere l'idea di diritti di proprietà assoluti e accettare restrizioni che limitano la libertà di abusare della natura e delle risorse naturali. Tuttavia, egli rifiuta il controllo della crescita della popolazione e qualsiasi controllo sulla distribuzione delle risorse in quanto incompatibile con la libertà individuale, favorendo invece il controllo dal lato dell'offerta: produzione più efficiente e frenare la sovrapproduzione e lo sfruttamento eccessivo. Questa visione tende a dominare il movimento liberale verde, sebbene i critici di questa ideologia affermino che in realtà metterebbe le libertà individuali al di sopra della sostenibilità.

## Filosofia
Il liberalismo verde apprezza molto la Terra, sottolineando l'importanza che il pianeta venga tramandato incolume alla prossima generazione. Il liberalismo verde accetta che il mondo naturale è in uno stato di flusso e non cerca di conservare il mondo naturale così com'è. Tuttavia, cerca di minimizzare i danni arrecati dalla specie umana al mondo naturale e di aiutare la rigenerazione delle aree danneggiate. Il liberalismo verde cerca di combinare istituzioni e principi democratici liberali come l'uguaglianza sociale e la libertà individuale con le protezioni ambientali che cercano di ridurre le principali minacce per l'ambiente come il consumo eccessivo e l'inquinamento atmosferico.
Sulle tematiche economiche, i liberali verdi hanno una posizione a metà fra liberalismo classico e liberalismo sociale: favoriscono un po' meno l'intervento dello Stato rispetto ai liberali sociali, ma molto di più dei liberali classici. Quindi si identificano nell'economia mista. Alcuni liberali verdi sostengono l'ambientalismo di libero mercato e quindi condividono alcuni valori con il liberalismo classico di destra o con il libertarismo.
Lo storico Conrad Russell, membro liberal-democratico della Camera dei lord, ha dedicato un capitolo del suo libro The Intelligent Person's Guide to Liberalism al tema del liberalismo verde.

## Partiti liberali verdi
Vi sono diversi partiti di orientamento liberale verde o tendenti ad esso.
- Canada: Partito Verde del Canada;
- Danimarca: Alleanza Liberale[9];
- Francia: Europa Ecologia I Verdi;
- Germania: Alleanza 90/I Verdi
- Italia: Verdi Verdi[10], +Europa, Verdi Liberali Italiani[11]
- Islanda: Futuro Luminoso[12];
- Portogallo: Partito della Terra[13];
- Repubblica Ceca: Partito dei Verdi[14];
- Regno Unito: Partito Verde di Inghilterra e Galles;
- Romania: Partito Ecologista Romeno[15];
- Slovenia: Movimento Libertà
- Svezia: Partito di Centro;
- Svizzera: Partito Verde Liberale della Svizzera[16];
- Ungheria: La Politica può essere Diversa[17].

Importante esponente del liberalismo verde è considerato Dennis Kucinich, del Partito Democratico statunitense.
La matrice liberale dei Verdi verdi è diretta emanazione dei Verdi Liberal democratici fondati nel lontano 1994 da Silvano Vinceti e Roberto de Santis. I Verdi verdi erano una componente dei Verdi Liberal democratici. Il programma dei Verdi verdi,  è a cura di Roberto de Santis